# Provincia fitogeográfica puneña

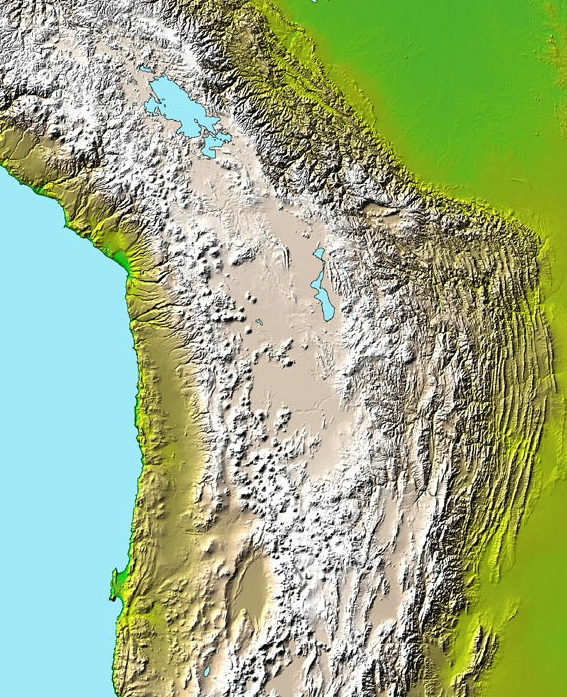
Vista satelital de las altitudes de la Provincia fitogeográfica Puneña.

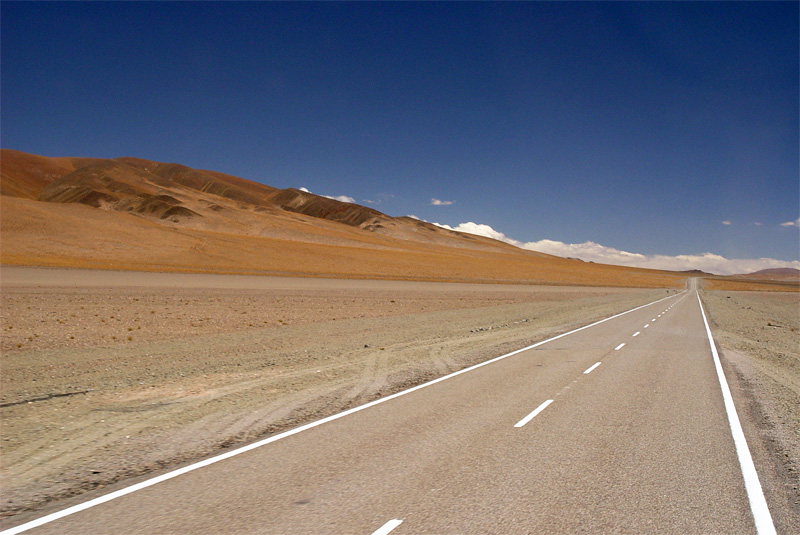
Paso de Jama, en el sector árido puneño.

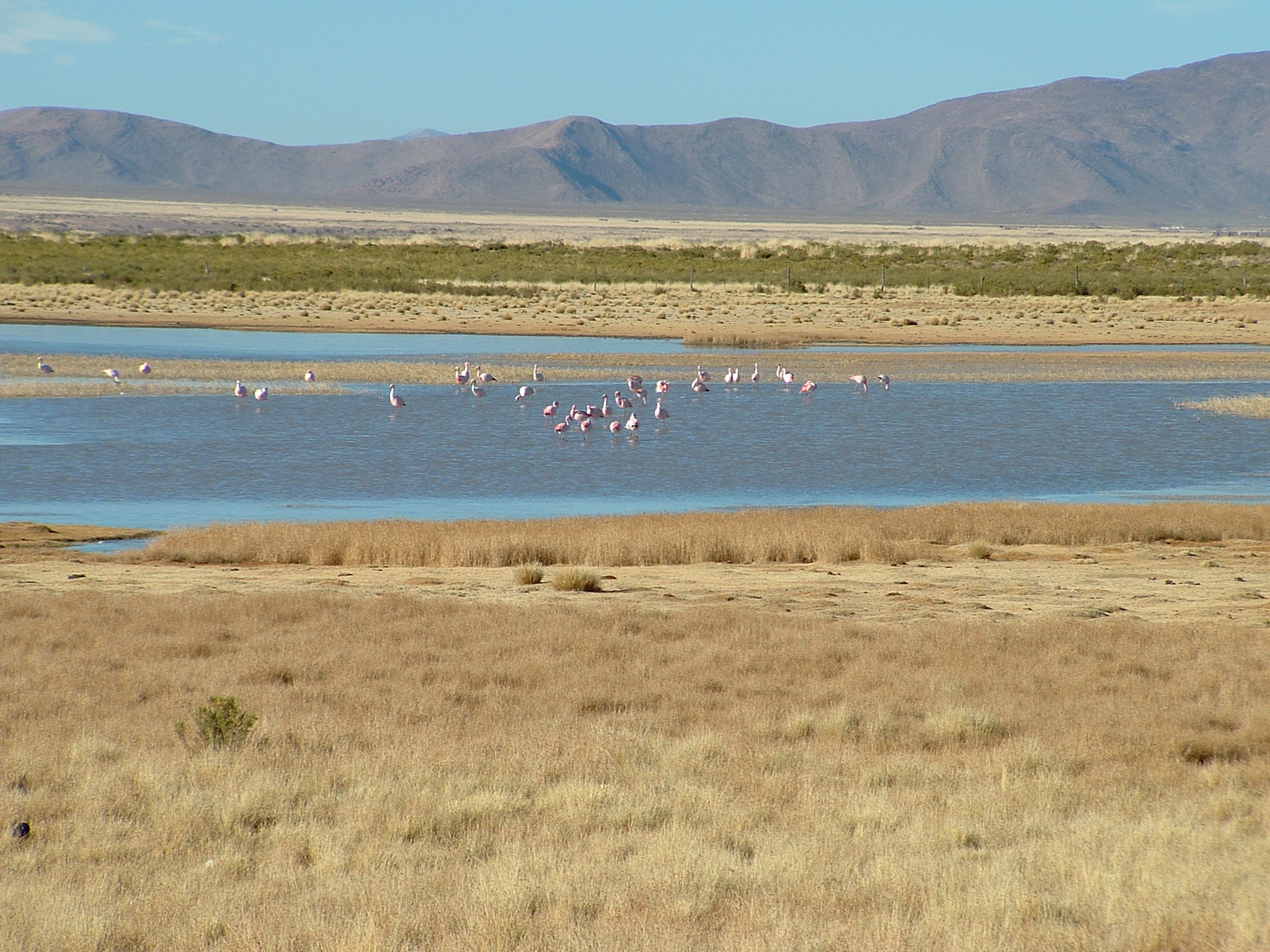
Laguna Runtuyoc, Provincia fitogeográfica Puneña.

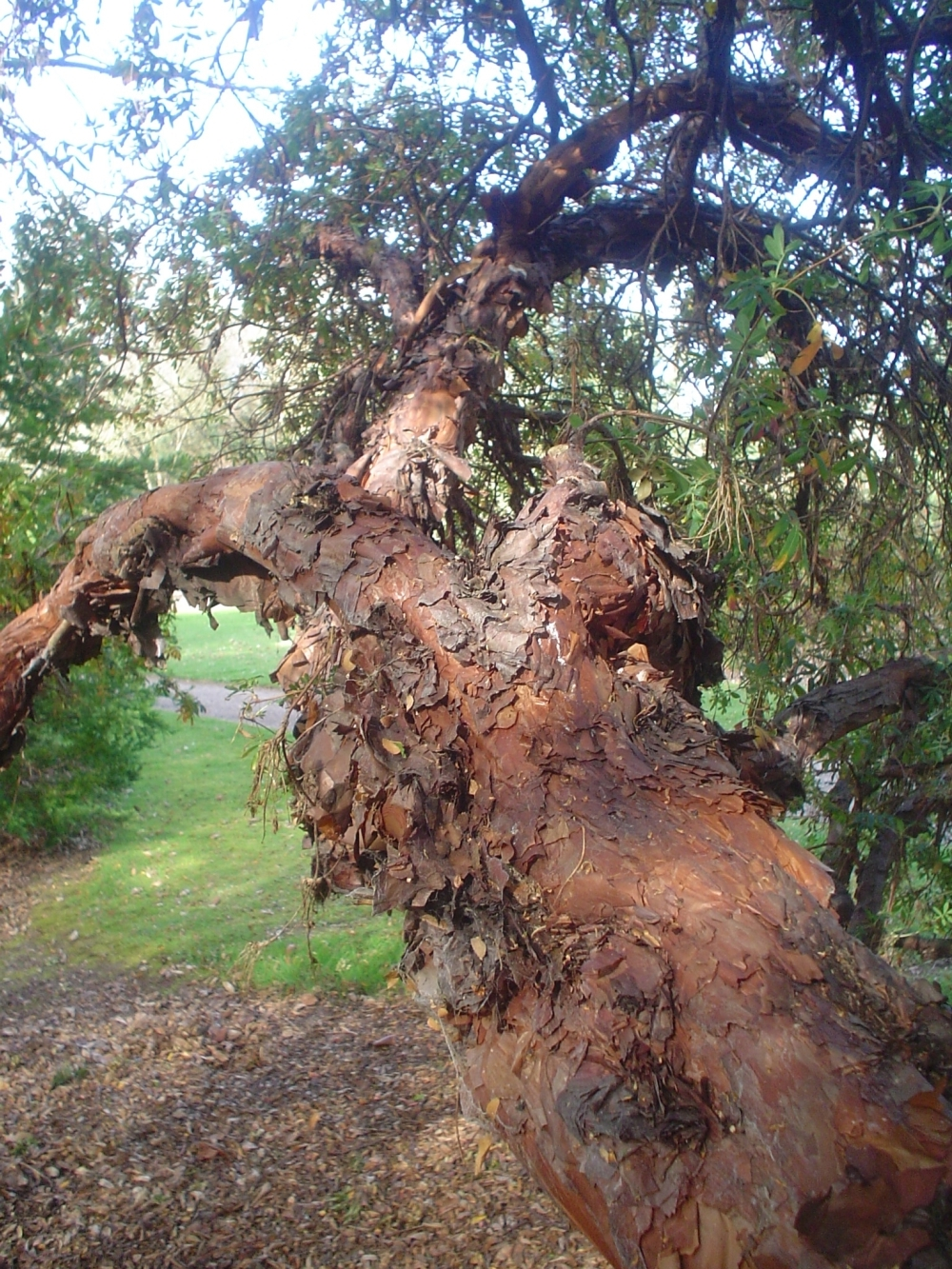
Una de las especies de queñoa, los árboles característicos de esta formación.

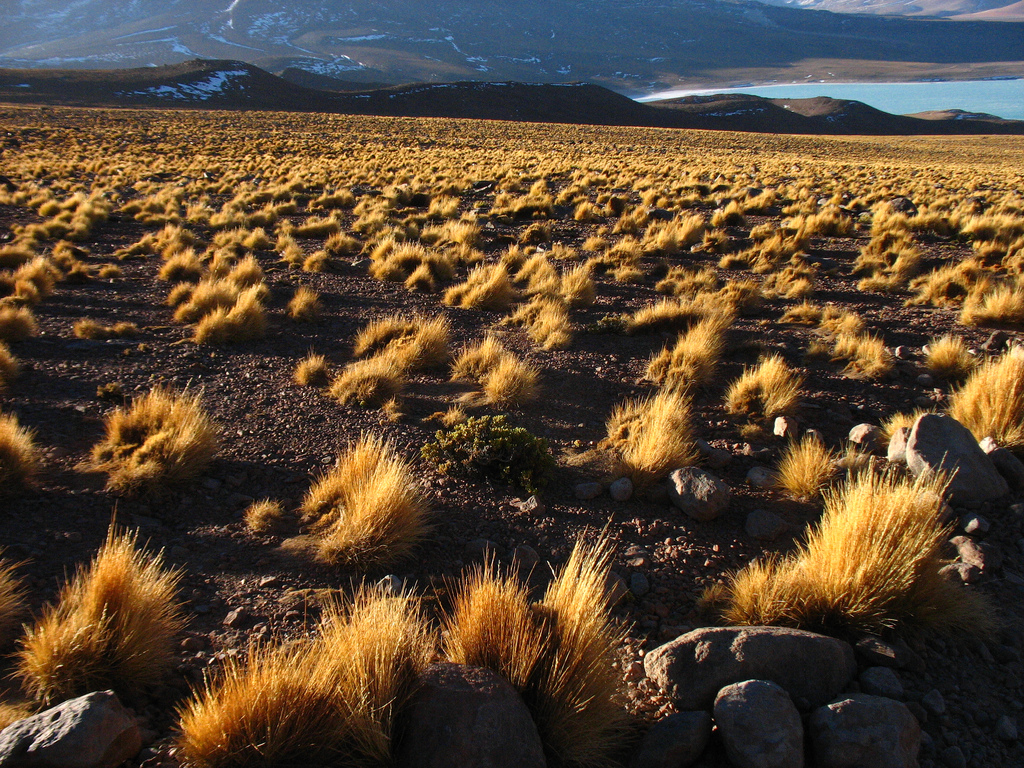
Pajonal de paja ichu (Stipa ichu) cerca de Laguna Verde, Potosí, Bolivia.

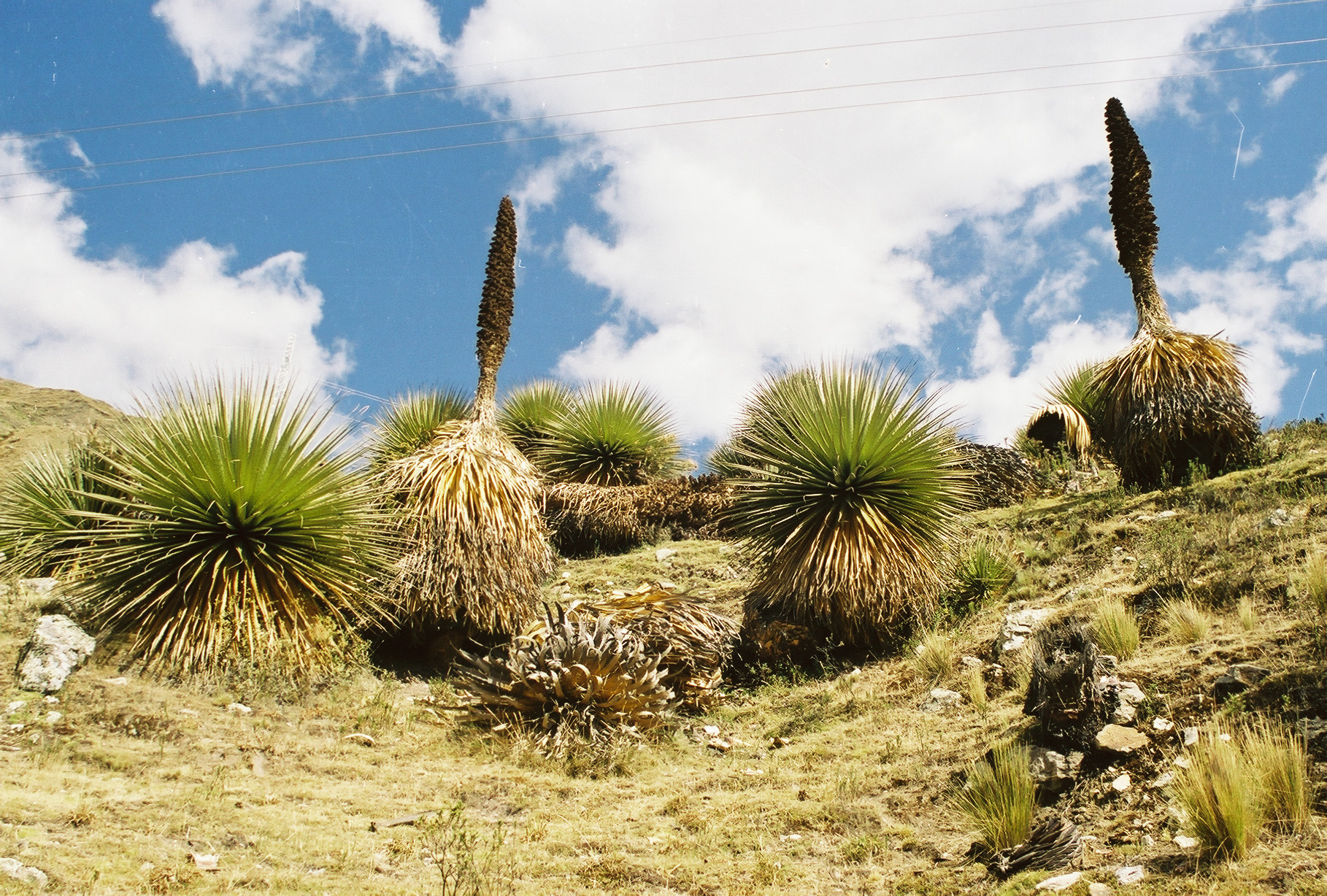
La puya titanca (Puya raimondii) una bromeliácea característica de esta Provincia fitogeográfica.

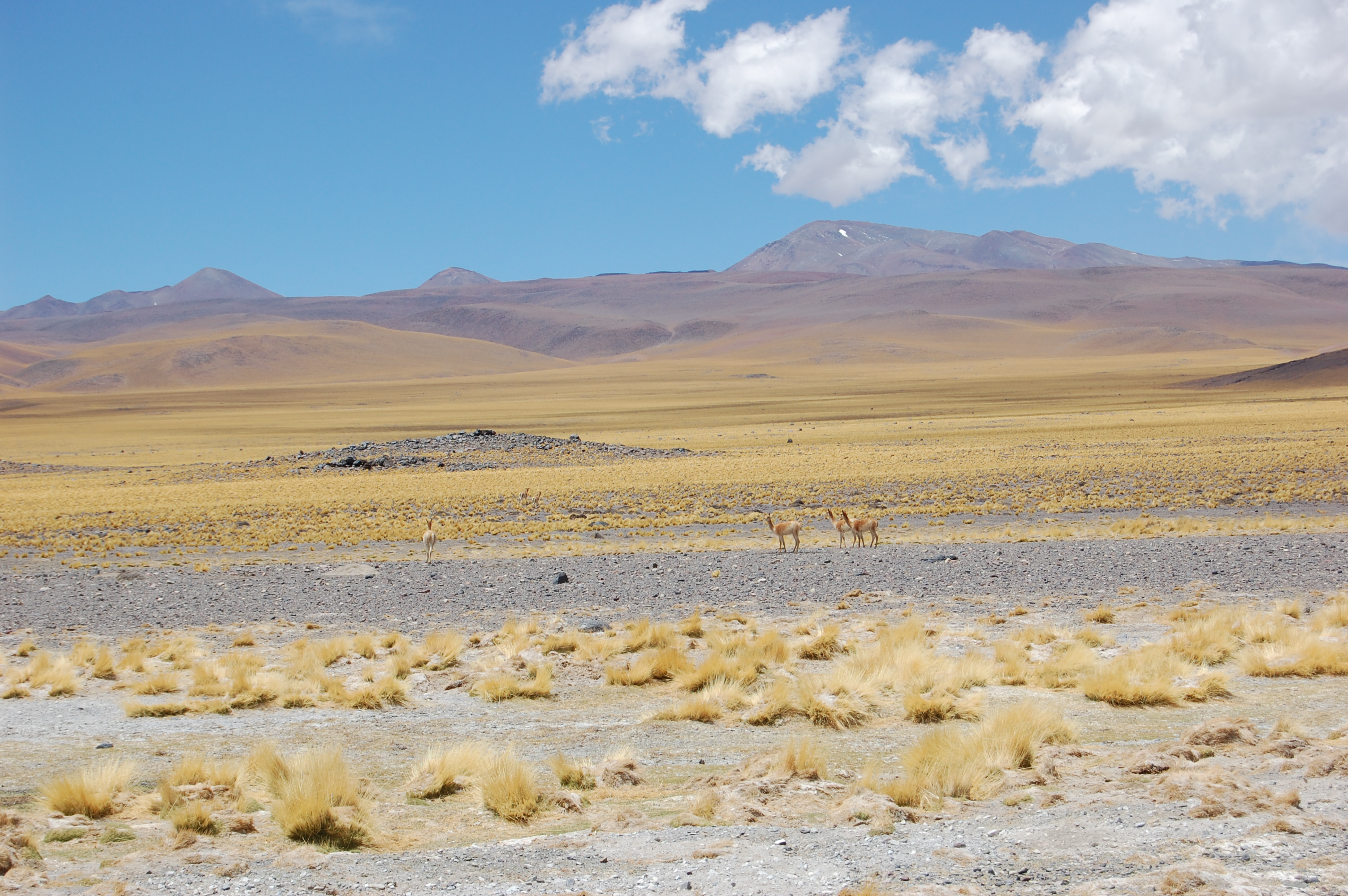
Ruta 60, desde Fiambalá al Paso San Francisco, en el sector árido puneño.

La Provincia fitogeográfica Puneña es una de las secciones en que se divide el Dominio fitogeográfico Andino-Patagónico. Se presenta en las altas mesetas de la Cordillera de los Andes en el oeste de América del Sur, llamadas comúnmente Puna, o Altiplano. Incluye formaciones de estepas herbáceas en su mayor parte, aunque también arbustivas y se presentan pequeños bosques en lugares reparados.

## Distribución
Según la clasificación de Ángel Lulio Cabrera, este Distrito fitogeográfico abarca las altas mesetas del sector central de la Cordillera de los Andes, partiendo en el norte desde el centro del Perú en el paralelo 8°S (15°S según otros autores), pasando por el noreste de Chile, y el oeste de Bolivia, hasta los 30°S en el noroeste de la provincia de Mendoza —zona de Paramillos de Uspallata—, en el oeste de la Argentina. En este último país, cubre también porciones occidentales de las provincias de Jujuy, Salta, Catamarca, Tucumán, La Rioja, Neuquén, y San Juan. Para algunos autores, también cubriría las altiplanicies de las sierras de Córdoba, y San Luis.
La altitud —con un promedio de 3500 m s. n. m.— va desde los 2000 m s. n. m. en su extremo sur hasta más de 4000 m s. n. m. (5200 m s. n. m. para algunos autores), formando un ecotono con la Provincia fitogeográfica Altoandina.

## Afinidades florísticas
Este Distrito fitogeográfico guarda estrecha relación con la Provincia fitogeográfica Altoandina, que la reemplaza a mayor altitud, así como también con la Provincia fitogeográfica Patagónica.
.

## Suelos
Los suelos son Precámbricos. Al final del Mesozoico, la surrección de los Andes los levantó a más de 3500 m s. n. m. Durante ese periodo, erupciones volcánicas derramaron coladas basálticas por encima de las antiguas capas sedimentarias.
En algunos sectores se encuentran grandes concentraciones de sales, como cloruro de sodio, borato de sodio y calcio. Gran parte del suelo está conformado por escombros, incluso en las laderas, las que son muy susceptibles a la erosión. Las enormes amplitudes térmicas diarias provocan la ruptura y desintegración de las rocas por la contracción y dilatación continua a las que están sometidas especialmente al congelarse el agua de sus intersticios.

## Relieve
El relieve en sectores es algo ondulado, en otros es una planicie, con extensos valles, alargados y chatos, construidos por pequeños ríos o arroyos cuyos finales se hallan a más de 3000 m s. n. m., hacia los cuales mayormente se dirige la hidrografía local. También la superficie de las altas mesetas está salpicada de sierras y cordones montañosos de rocas esquistosas, orientadas de norte a sur, algunos con sus cumbres nevadas. la Puna se enmarcada entre altas Cordilleras las cuales no pertenecen a la Provincia fitogeográfica Puneña, sino a la Provincia fitogeográfica Altoandina. 
Es una región de baja presión atmosférica por lo tanto con una menor difusión de oxígeno en el aire, el cual siempre es muy seco.
Es muy fuerte el contraste entre las temperaturas nocturnas extremadamente frías y las elevadas del mediodía en los mismos días; esta gran amplitud térmica diaria puede alcanzar los 30 °C de diferencia en el mismo día. Las mínimas absolutas son inferiores a -20 °C en algunos puntos. 
Las precipitaciones son escasas, siempre en la época cálida, disminuyen de este a oeste y de norte a sur, desde los 700 mm anuales hasta menos de 50 mm. Comienzan en octubre y se prolongan hasta abril; durante el resto del año el clima es muy seco. Los vientos húmedos desde el cuadrante noreste-este chocan contra los primeros cordones Precordilleranos o con las Sierras Subandinas donde, al condensarse por el frío, provocan precipitaciones de hasta 3000 mm anuales, desarrollándose allí nuboselvas conocidas como yungas. Cuando los vientos atraviesan el primer cordón serrano, hacia las mesetas puneñas, van gradualmente perdiendo su humedad, hasta extinguir las precipitaciones hacia el oeste del altiplano, aunque al encontrarse con los cordones que cierran la meseta por el oeste, vuelven a precipitar el resto de humedad que aún contenían.
La temperatura media anual oscila de los 7 a los 9,5 °C. Todos estos factores geográficos aunados al relieve han generado abundantes endemismos.
Sólo el sector central de la Puna es un sistema endorreico, es decir, su red hidrográfica no tiene salida a los océanos, y todas las aguas provenientes de las lluvias o del deshielo terminan en lagunas dentro de la Puna. Estas lagunas, por procesos de cambio climático o mal manejo, bajo la fuerte evaporación causada por la altitud, terminan derivando en salares.
El clima más característico es el Desierto de Tierra fría, encontrando también el clima Subandino, el Bajoandino, y el Altoandino. 
El clima es frío y seco, com precipitaciones casi exclusivamente estivales que van disminuyendo en un gradiente norte-sur, hasta algunas áreas donde prácticamente no llueve nunca.

## Especies principales
La comunidad climáxica de este distrito son las estepas arbustivas o herbáceas, con plantas bajas y espinosas con un estrato herbáceo muy ralo. 
Con acumulados anuales sobre los 400 mm domina la estepa de tolillas (Fabiana densa) y la chijua (Baccharis boliviensis), a las que acompañan: Baccharis incarum, Anthobryum triandrum, Colletia spinosissima, Chersodoma argentina, Oreocereus trollii, Opuntia soehrensii, Parastrephia lepidophylla, Bouteloua simplex, Eragrostis nigricans, Muhlenbergia peruviana, Portulaca rotundifolia, Portulaca lepidophylla, Adesmia horrida, Aristida amplexifolia, Aristida pubescens, Hypochoeris meyeniana, Conyza artemisiaefolia, Trifolium amabile, Festuca densa, Festuca weberbaueri, Festuca crysophylla (en suelos con mucho sodio), Stipa ichu (en suelos de bajo sodio), Puna clavarioides, Ephedra breana, Artemisia mendozana, etc.
En zonas muy áridas se encuentran: el tolil aragua (Adesmia horridiuscula), la aragua o añagüilla (Adesmia tucumanensis), Adesmia cytisoides, la rica-rica (Acantholippia hastulata), la suriyanta (Nardophyllum armatum), la cactácea airampu (Opuntia soehrendsii), la canguía o cailla (Tetraglochin cistatum), Fabiana densa, Boungavillea spinosa, etc. 
En afloramientos rocosos destacan: Adesmia cytisoides, Gutierrezia gilliesii, Bacharis polifolia, Verbena asparagoides, cojines de leoncito (Maihueniopsis glomerata), etc. 
Sectores puntuales favorecidos por mayores precipitaciones están cubiertos por pastizales. Las orillas aluviales de los arroyos presentan prados o vegas, llamadas localmente bofedales, muy ricos en especies vegetales, destacando: Scirpus atacamensis, Plantago tubulosa, Hypsela oligophila, Rockhausenia pygmaea, Hypochoeris stenocephala, Alchemilla pinnata, Sysyrynchius, Festuca, etc.
En lugares especiales, generalmente entre las sierras interiores, o los bordes del altiplano, sobre las nacientes de los arroyos, quebradas resguardadas o en las laderas de los cerros entre los 3500 y los 4300 m s. n. m., se presentan pequeños bosques de varias especies de queñoa (Polylepis tomentella), únicos árboles puneños.

## Subdistritos fitogeográficos
A esta Provincia fitogeográfica es posible subdividirla en varios Distritos fitogeográficos.
- Distrito fitogeográfico de la Puna húmeda. Consta de dos áreas discontinuas: la primera es una extensa franja en la parte central del Perú; la otra área va desde las cabeceras de cuencas amazónicas del Apurímac y el Ucayali hasta las zonas circundantes al lago Titicaca.

- Distrito fitogeográfico de la Puna semihúmeda. Se encuentra en dos regiones discontinuas: las cabeceras de cuenca surocidentales del pacífico peruano y algunas de las del río Pampas, y una segunda región en las estribaciones andinas bolivianas y argentinas.

- Distrito fitogeográfico de la Puna seca. Una extensa región compartida por Bolivia, Chile, y la Argentina, al sur del lago Titicaca. Suele presentar sectores sin vegetación (desierto absoluto) e inmensos salares.